# 該禮市社
该礼市社（越南语：／）是越南前江省下辖的一個市社。

## 地理
该礼市社东接周城县，西和南接该礼县，北接新福县。

## 历史
2013年12月26日，该礼县以该礼市镇、美福西社、美行东社、美行中社、新富社、新平社、新会社、二美社、二贵社、清和社、富贵社和隆庆社1市镇11社析置该礼市社；该礼市镇和新平社析置第一坊和第二坊，新平社和二美社析置第三坊，该礼市镇和二美社析置第四坊，该礼市镇剩余部分改制为第五坊，二美社改制为二美坊。
2020年2月18日，该礼市社被评定为三级城市。

## 行政区划
该礼市社下辖6坊10社，市社人民委员会位于第一坊。
- 第一坊（Phường 1）
- 第二坊（Phường 2）
- 第三坊（Phường 3）
- 第四坊（Phường 4）
- 第五坊（Phường 5）
- 二美坊（Phường Nhị Mỹ）
- 隆庆社（Xã Long Khánh）
- 美行东社（Xã Mỹ Hạnh Đông）
- 美行中社（Xã Mỹ Hạnh Trung）
- 美福西社（Xã Mỹ Phước Tây）
- 二贵社（Xã Nhị Quý）
- 富贵社（Xã Phú Quý）
- 新平社（Xã Tân Bình）
- 新会社（Xã Tân Hội）
- 新富社（Xã Tân Phú）
- 清和社（Xã Thanh Hoà）